# Dan Gable
Dan Gable (n. 25 octombrie 1948, Waterloo⁠(d), Iowa, SUA) este un luptător ce a reprezentat Statele Unite ale Americii, medaliat olimpic. A participat la o ediție a Jocurilor Olimpice (1972) în care a câștigat o medalie de aur.

## Participări
Lista de mai jos prezintă principalele competiții la care a participat Dan Gable de-a lungul carierei.
- wrestling at the 1972 Summer Olympics – men's freestyle 68 kg[*]